# فان فان تاي إيم
فان فان تاي إيم (بالفيتنامية: Phan Văn Tài Em) ، من مواليد 23 ابريل 1982 في فيتنام ، لاعب كرة قدم فيتنامي.
و هو يلعب مع نادي غاتش دونغ تام لونغ أن منذ عام 2002.
و هو يلعب مع منتخب فيتنام لكرة القدم.

## روابط خارجية
- فان فان تاي إيم على موقع الاتحاد الدولي (مؤرشف)  (الإنجليزية)
- فان فان تاي إيم على موقع قاعدة بيانات كرة القدم.إي يو (الإنجليزية)
- فان فان تاي إيم على موقع ناشيونال فوتبول تيمز (الإنجليزية)
- فان فان تاي إيم على موقع Soccerway.com (الإنجليزية)